# What's Another Year?
«What's Another Year?» (en español: "¿Qué es un año más?") es una canción interpretada por Johnny Logan que ganó el  Festival de la Canción de Eurovisión 1980 representando a la República de Irlanda. 
En el festival celebrado en La Haya fue interpretada en 17º lugar de 19 canciones. Al final de la votación recibió 143 puntos, proclamándose ganadora. Johnny Logan volvería a ganar el festival como cantautor en 1987 con "Hold Me Now", y como autor en 1992 con "Why Me?".
"What's Another Year?" fue compuesta originalmente para el cantante Glen Curtin, pero cuando este la rechazó, Bill Whelan arregló la canción para adaptarla al estilo vocal de Johnny Logan. El tema es una balada interpretada desde el punto de vista de un hombre que lleva tiempo intentando superar la pérdida de su amada, "¿Qué es un año más/para alguien que se está acostumbrando a estar solo?" ("What's another year/To someone who is getting used to being alone?"). El autor Shay Healy la escribió al ver a su padre afrontar la muerte de su esposa. Musicalmente, la canción es reconocible por la introducción de saxofón interpretada por el músico escocés Colin Tully.[cita requerida]
Logan grabó una versión en alemán titulada "Was ist schon ein Jahr".[cita requerida]
En 2005, fue elegida como una de las 14 mejores canciones de la historia de Eurovisión para la Gala del 50 Aniversario.[cita requerida]

## Listas
| Lista (1980) | Mejor posición |
| ------------ | -------------- |
| Reino Unido  | 1              |
| Noruega      | 1              |
| Suecia       | 1              |
| Suiza        | 2              |
| Austria      | 5              |
| Países Bajos | 6              |